# Eren Watanabe
Eren Watanabe (japanisch 渡辺 エレン Watanabe Eren; * 18. April 2003) ist eine japanische Skirennläuferin.

## Karriere
Watanabe gab ihr internationales Renndebüt am 29. November 2019 bei einem FIS-Rennen im Wanlong Ski Resort. Ihr erstes internationales Großereignis bestritt sie Etwas mehr als zwei Jahre später bei den Juniorenweltmeisterschaften 2021 in Bansko, wobei sie im Slalom den 22. Platz erreichte. Bis zu diesem Zeitpunkt war Watanabe hauptsächlich bei FIS und Juniorenrennen in Japan an den Start gegangen. 
Zu Beginn der Saison 2021/22 gewann sie jeweils im Riesenslalom und im Slalom die Bronzemedaille bei den japanischen Meisterschaften.
In den darauffolgenden Jahren startete Watanabe vermehrt im Far East Cup, wobei sie am 7. Dezember 2023 im Wanlong Ski Resort ihren ersten Sieg feiern konnte.
Am 16. Januar 2024 gab sie beim Slalom in Flachau ihr Weltcupdebüt, wobei sie bereits im ersten Durchgang ausschied.
Den bisher größten Erfolg ihrer Karriere feierte Watanabe bei den Winter-Asienspielen 2025 in Harbin als sie im Slalom hinter Chisaki Maeda und Gim So-hui die Bronzemedaille gewinnen konnte.
Nur wenige Wochen später nahm sie erstmals an Alpinen Skiweltmeisterschaften teil. Bei den Wettkämpfen in Saalbach konnte sich Watanabe für den zweiten Durchgang qualifizieren. Das Rennen beendete sie schlussendlich auf Rang 25.

## Erfolge

### Weltmeisterschaften
- Saalbach-Hinterglemm 2025: 25. Slalom

### Juniorenweltmeisterschaften
- Bankso 2021: 22. Slalom, 25. Riesenslalom
- Panorama 2022: 46. Riesenslalom, DNF Slalom
- Haute-Savoie 2024: 22. Slalom, 37. Riesenslalom

### Far East Cup
- Saison 2022/23: 3. Gesamtwertung, 5. Riesenslalomwertung, 5. Slalomwertung
- Saison 2023/24: 2. Gesamtwertung, 3. Riesenslalomwertung, 3. Slalomwertung
- 12 Podestplätze, davon 4 Siege

| Datum             | Ort                  | Land                | Disziplin |
| ----------------- | -------------------- | ------------------- | --------- |
| 7. Dezember 2023  | Wanlong Ski Resort   | Volksrepublik China | Slalom    |
| 7. Februar 2024   | Yongpyong Ski Resort | Südkorea            | Slalom    |
| 8. Februar 2024   | Yongpyong Ski Resort | Südkorea            | Slalom    |
| 12. Dezember 2024 | Wanlong Ski Resort   | Volksrepublik China | Slalom    |

### Winter World University Games
- Lake Placid 2023: 20. Riesenslalom, DNS Slalom
- Bardonecchia 2025: 9. Slalom, 22. Riesenslalom

### Weitere Erfolge
- 13 Siege bei FIS-Rennen
- Japanische Vizemeisterin im Riesenslalom (2023)
- Japanische Vizemeisterin im Slalom (2024)
- Bronze bei den japanischen Meisterschaften im Riesenslalom (2021)
- Bronze bei den japanischen Meisterschaften im Slalom (2021)